# Bruno Piva
Bruno Piva (Rovigo, 16 maggio 1946) è un politico italiano, sindaco di Rovigo dal 2011 al 2014.

## Biografia
Di professione medico, è stato primario di terapia antalgica all'ospedale "Santa Maria della Misericordia" di Rovigo e medico sociale del Rugby Rovigo.
Alle elezioni comunali del 2011 è candidato a sindaco di Rovigo, sostenuto da una coalizione di centro-destra composta dal Popolo della Libertà, Lega Nord, La Destra e liste civiche. Viene eletto sindaco il 30 maggio al secondo turno con il 51% dei voti, contro il candidato del centro-sinistra Federico Frigato, e si insedia il 21 giugno 2011.
In seguito a una crisi di governo interna al consiglio comunale, nel luglio 2014 diciannove consiglieri hanno presentato le dimissioni, consentendo così la fine dell'amministrazione Piva. Il 15 luglio 2014, decaduto dalla carica, Piva è stato sostituito alla guida del comune dal commissario prefettizio Claudio Ventrice.